# 山东民俗
山东民俗历史悠久，风格多样，涉及生产、贸易、交通、家族、吃饭、穿衣、节庆、娱乐等多个方面。山东民俗可分为齐俗和鲁俗，在春秋时期的齐国与鲁国就已经形成了不同的风格。齐鲁两俗一直相对存在，却又互相影响。齐俗继承了胶东地区东夷文化的传统，偏商品经济色彩；鲁俗则以中原文化和周礼为主，偏自然经济色彩。
山东有代表性的民俗包括面塑、剪纸、风筝、泥塑、皮影、烙画、微雕和脸谱等。其中潍坊的杨家埠木板年画和高密的扑灰年画为中国第一批非物质文化遗产，此外还有潍坊风筝、济南面塑、胶州秧歌等也很出名。

## 历史
山东民俗最早可以上溯到新石器时期的东夷文化，在饮食器物、衣着妆饰、生产工具、成年礼仪、婚姻形式、墓葬类型、图腾崇拜、山川信仰等多个方面形成了自己的特色。山东的民间传说如定陶县的陶朱公传说、蓬莱市的八仙传说以及麒麟传说、鲁班传说等被列为中国国家级非物质文化遗产。春秋末期，随着儒家学说的形成，以“礼”为核心的山东民俗得以确立，并对中国乃至世界产生了深远的影响。

## 生产贸易交通民俗

### 生产民俗
山东的农业生产活动主要包括耕作和采集。粮食作物在山东俗称为庄稼，包括小麦、大麦、玉米、高粱、谷子、黍子、糁子、大豆、地瓜、花生、棉花等。山东耕地整地的工具有犁、耙、锨、镢、挲筢和大抓钩等。山东农用牲畜主要有马、骡、牛、驴四大类，但由于养马、骡成本高，一般农户只养牛和驴。此外，农家还养猪、鸡、羊、狗、猫等。山东野生资源有山药、山果等，在微山湖、马踏湖、黄河三角洲有采苇、采藕、采菱、采鸡头米等活动。
山东渔业生产分海洋渔业与淡水渔业两类，林业生产包括果园与蚕场，民间手工业生产则有做豆腐、做粉丝、编制器具等。

### 贸易民俗
山东的贸易民俗有逛庙会、集市，开店铺和摆地摊等多种形式。曲阜市孔林前的“林门会”原是孔姓家族在清明节或农历十月一日的上坟祭祖活动，渐渐发展成以农具市场为主，包括百货饮食、杂耍游艺、土特产的市场，赶会的人来自数省数十县，成为山东省的一个大山会。每年夏历九月九日重阳节，济南的老百姓要到千佛山登山，站在“赏菊岩”上赏菊。自元代开始，就定九月九日为千佛山庙会。

### 交通邮电民俗
桥梁根据建筑材料与形式不同有石杠、过水桥、石桥、草桥、独木桥、板桥、板凳桥、浮桥等多种类型。有的以河为名，有的以桥畔村镇为名。沿交通线开设的旅店有马车店、夫妻小店、起伙店和路边店等。号子是古时行船用的信号，通常有摇橹号、打篷号、抬锚号、倒仓号、拉船号、挽号、拉锚号、出仓号、拉篷号、抬号种种。在青岛、烟台、龙口等港口流行“海洋号子”，例如：掌篷号、推磨号、拔棹号、出船号、拉篷号、原锚号、拉钻号、靠了号等。山东码头分布在沿海，以及黄河、运河、小清河沿线。

## 家族社区民俗
山东家族以父系血亲构成，旧时宗法势力较强，近代宗族观念日益淡化。山东民间重礼、重义，邻里乡亲会互帮互助。以前山东的家族是典型的“九族制”（五服），即由本人高祖至本人玄孙之间九代血亲系统，五服之内，称为“本家”。山东古代有孔、孟、颜、曾四个大家族，全国一姓同谱，四姓排辈的字号也相同。。

## 衣食住行民俗

### 服饰民俗
山东有种植棉花、养蚕抽丝的传统，其纺织品、印染品、刺绣品及成衣都体现了地域特征。山东许多地方称衣服为“衣裳”，上衣除了正式的褂、衫、袍、袄之外，还有兜肚、腰带、抄袖、套袖、手套之类的小件；下衣则分为裤子和裙子。家中有老人去世，子孙亲戚需“戴孝”。曲阜地方，父母中有一人去世，儿女用白布裱鞋稍稍留口，二老皆亡则裱鞋全白。旁系亲属只用白布裱鞋头。临沂地方民间戴孝，有在袖口、襟口表白布条的，也有在帽沿裱白布条的。惠民从前还有剪白纸蝴蝶戴襟上表示戴孝的。

### 饮食民俗
鲁菜是中国四大菜系之首，是北方菜系的代表，对京津甚至全国地方菜都有很大的影响，例如：大連菜即是魯菜系膠東幫在大連的發展成果。鲁菜又分为济南菜、胶东菜和孔府菜。煎饼是泰沂山区农村里的主食。制作方法是把五谷杂粮磨成粉，加水拌成酱，舀起一勺，倒在灼热平滑的鏊子上，再用煎饼筢子把酱摊平，转瞬之间，煎饼就熟了。
- 爆炒腰花
- 面筋红烧排骨
- 九转大肠
- 拔丝地瓜
- 炸金蝉

## 人生礼仪民俗
山东有关生育、婚嫁、寿诞、丧葬的人生礼仪内容非常丰富。例如祈子、坐月子、过百岁、抓周、认干亲等。山东传统观念以早立子为荣，婚后如果未怀孕就要祈子。山东人给婴儿过百岁是在婴儿出生的第99天，一般由姥姥、妗子、姨姨、姑姑等送礼庆祝，比较亲密的街坊邻居也有来送礼的。过百岁时，最有特色的礼物是百家锁和百家衣。

## 岁时节庆民俗

### 传统节日节会
| 节日   | 民俗 |
| ------ | --- |
| 立春   | 在埋入地下的竹筒的筒口上放一根鹅毛来验证地气萌动；不满10岁的孩子到邻家“躲春”。                                                       |
| 春节   | 春节的第一顿饭吃饺子；拜年；开展各种娱乐活动。忌讳则有忌推磨、忌挑水、忌扫地、忌打人骂人等。                                         |
| 青龙节 | 敲房梁、蒸糕、吃“龙须面”；但也有地方不吃面条、不喝小米饭，因为面条叫龙须，小米叫龙籽，吃了怕影响龙的健康。                           |
| 过半年 | 六月一日为半年节。临沂、滕州敬天，曲阜和邹县“祭冰雹”；临沂吃馍馍、邹平吃新面粉包的水饺、冠县吃馄饨。                                 |
| 晒衣节 | 六月六日为晒衣节，据说这天晒过的衣服不生虫。这天还是山东民间祭祀山神和给麦王做生日的日子；即墨人则说当天每下一个雨星就出生一个海蜇。 |
| 天医节 | 八月一日祭黄帝、岐伯。用露水研墨，点儿童的额头或胸腹，多行于鲁北和胶东地区。                                                         |
| 腊八节 | 十二月八日，吃腊八粥。滕州、莱阳、招远在腊八节有打扫房院的习俗。                                                                     |
| 过小年 | 腊月二十三日为祀灶日，民间俗称为“过小年”。邹城习惯蒸黍米糕，长岛要在这天祭祖。                                                       |

### 新兴节日节会

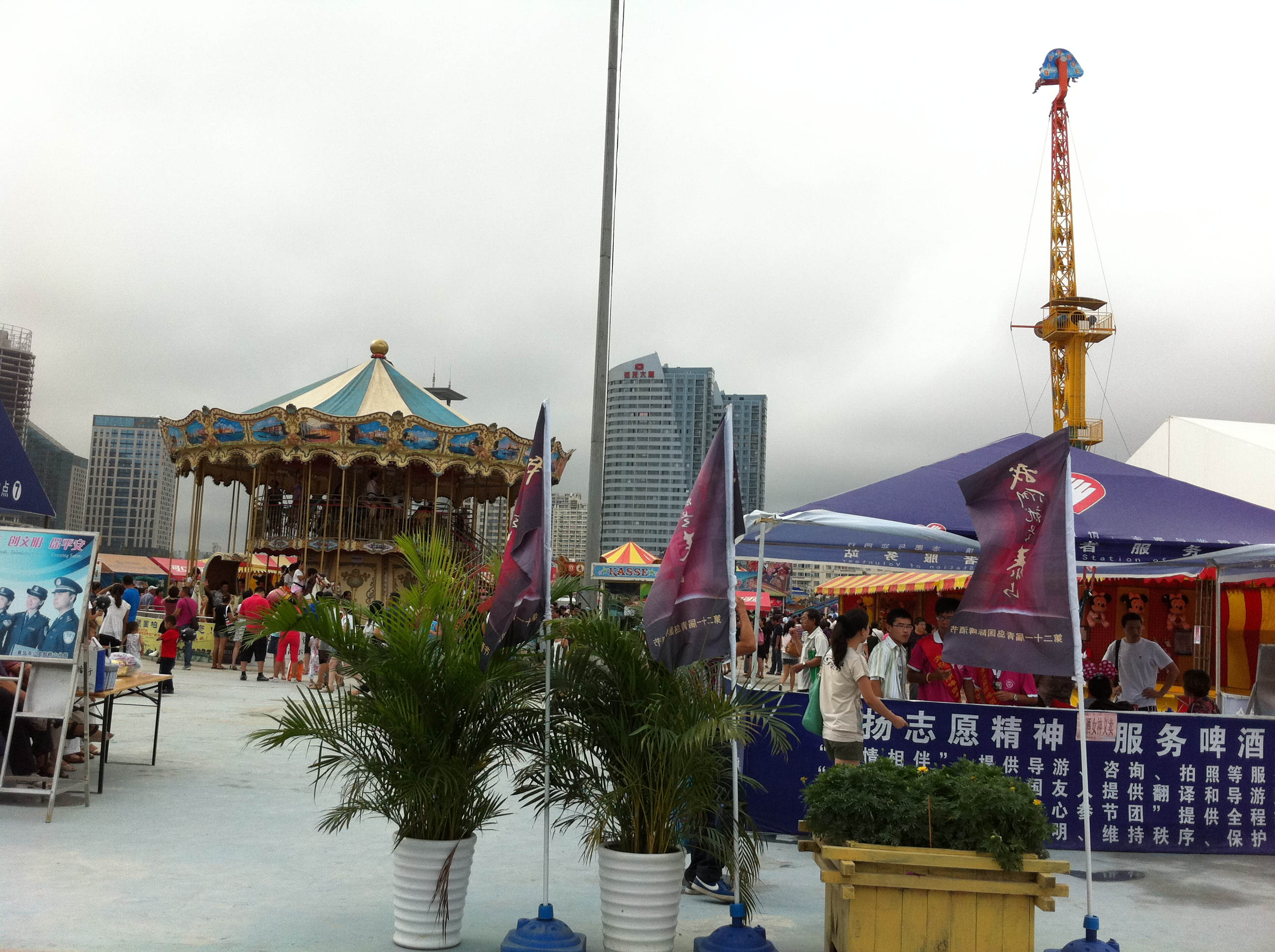
青岛国际啤酒节每年8月底举行。

新兴节日大多是全国普遍性的节日，如元旦、三八妇女节、植树节等。改革开放以来，山东各地创办了不少新的节、会，统称“新兴节会”，意在发展地方经济和旅游业，包括孔子文化节、荣成渔民节、青岛国际啤酒节、淄博陶瓷琉璃艺术节、以及各种文化艺术节等。
| #  | 城市 | 節慶會展活動名稱 |
| -- | ---- | --- |
| 01 | 濟南 | 國際藝術歌會、大明湖荷花節、千佛山廟會、房幹生態旅遊節、莱芜旅游小姐大赛、鲁中旅游推介会 |
| 02 | 青岛 | 萝卜会 元宵山会、海雲庵糖球会、青岛国际啤酒节、青岛海洋节 |
| 03 | 淄博 | 中国（博山）琉璃文化艺术节、國際聊齋文化旅遊節、国际齐文化旅游节、中国（周村）旱码头旅游文化节、国际“木火节” |
| 04 | 枣庄 | 滕州微山湖湿地红荷節、抱犢崮紅葉節、枣庄国际石榴節 |
| 05 | 东营 | 黄河口文化旅游节、黄河口采摘节、黄河口桃花节 |
| 06 | 煙台 | 毓璜頂廟會、昆嵛山踏青節、張裕國際葡萄酒節、亚欧会议旅游合作发展论坛暨展览会、中国国际美食节、長島「漁家樂」民俗文化旅遊節、长岛航海旅游节、龍口國際徐福文化節、萊陽梨花節、萊州月季花節、蓬萊「和平頌」國際青少年文化藝術節、栖霞牟氏庄园民俗旅游节、中国山东栖霞苹果艺术节 |
| 07 | 濰坊 | 濰坊國際風箏會、壽光國際蔬菜科技博覽會、中国（青州）花卉博览交易会、昌樂國際寶石節 |
| 08 | 濟寧 | 中国（梁山）國際水滸文化節、微山湖荷花節、曲阜國際孔子文化節、曲阜孔子修学旅游节 |
| 09 | 泰安 | 泰山國際登山節、東嶽會廟會、肥城桃花節 |
| 10 | 威海 | 中国威海国际钓鱼节、荣成国际渔民节、中国威海中韩经贸洽谈会、中国威海海鲜节 |
| 11 | 日照 | 「五蓮之春」杜鵑花節、劉家灣趕海節、浮来山福寿文化节、安东卫海货节、日照巨峰冬茶节 |
| 12 | 临沂 | 蒙山長壽旅遊節、临沂书圣文化节 |
| 13 | 德州 | 樂陵金絲小棗節 |
| 14 | 聊城 | 江北水城文化旅遊節、江北水城樱花节、水城之秋观光周 |
| 15 | 濱州 | 博興國際小戲藝術節、惠民国际孙子文化旅游节 |
| 16 | 菏澤 | 國際牡丹花會 |

## 民间游艺民俗
山东民间工艺美术的代表有年画、剪纸、刺绣以及面塑、风筝等玩具。比较知名的有：潍坊的木板年画和风筝、高密与临沂的泥玩具等。山东木版年画的产地，东部以潍坊杨家埠为中心，西部则以东昌府(今聊城市)为中心。杨家埠年画创始于明代初期，清代兴盛时，临近30多个县市都有年画生产。其中高密扑灰年画以柳枝烧炭画粉稿，然后在正灰稿上勾勒、敷彩、描金、涂油完成。
山东民间乐器常见的有木鱼、梆子、大锣、小锣、包锣、钹、堂鼓、腰鼓、书鼓、渔鼓、端鼓、箫、笙、笛、唢呐、大杆号、琵琶、三弦、扬琴、二胡、板胡、坠琴、小哨、犁铧片、哈尔虎、沙啦金、竹板等。此外，碟子、酒蛊、碗、锯条也常作为乐器出现于民间乐队。。山东琴书产生于清初鲁西南曹州(今菏泽地区)一带，最初为民间俗曲联缀演唱，现有曲牌200余支。吕剧是由山东琴书演变而来，1900年广饶县演唱山东琴书的艺人把《王小赶脚》改为化装演出，载歌载舞，很受欢迎，这种形式逐渐传播开来。山东快书产生于清道光年间鲁西北地区，首演于1839年的曲阜林门会。山东是秧歌的主要流行地区，传说源自周朝。据不完全统计，山东省不同种类的秧歌约有30多种，其中商河鼓子秧歌、胶州秧歌、海阳大秧歌被称为山东三大秧歌。山东民间竞技游戏有秋千、武术、斗蟋蟀、斗羊、“五子儿”等棋类游戏，以及踢毽子、跳绳等。

## 少数民族风俗

### 回族风俗
婴儿出生后，到清真寺请阿訇起“经名”。结婚前，男方向女方提亲，经女方同意后，要互下书简，婚期经双方议定多选在星期五。回民家中有人去世后，由阿訇用6尺白布从头到脚覆盖。殡前，由阿訇为亡人周身洗浴之后，用36尺白布裹身。安葬在长方形的土坟内。回民对亡人的纪念形式，是请阿訇到墓前诵《古兰经》。
山东回族的节日除了开斋节、古尔邦节、圣纪节之外，还过盖得尔夜。此外山东回族也过春节、元宵节、端午节等节日，不过他们过春节不贴春联，初一不吃饺子，初二吃饺子，不供祖宗牌位，不拜偶像，不给父母磕头。

### 满族风俗
潍坊青州北城的满族村是山东唯一一个满族的聚居村。每年入冬，家家腌制酸白菜。满族婚姻的定婚仪式比较简单，双方有了相当了解之后，男方的母亲到女方家中，与女方的母亲共同为儿女议婚。迎娶仪式在凌晨举行。

### 脚注
1. 1 2  小溪. . 中国网. 新华网. 2009-06-10  [2017-02-24]. （原始内容存档于2020-03-30）.
2. ↑  山东省志·民俗志，概述
3. ↑  山东省志·民俗志，第一卷 第一类 第一辑 二、农作物与农活
4. ↑  山东省志·民俗志，第一卷 第一类 第一辑 三、传统农业生产工具
5. ↑  山东省志·民俗志，第一卷 第一类 第一辑 四、农用牲畜的驯养与使用
6. ↑  山东省志·民俗志，第一卷 第一类 第一辑 五、农家饲养
7. ↑  山东省志·民俗志，第一卷 第一类 第一辑 六、野生资源采集
8. ↑  山东省志·民俗志，第一卷 第一类 第二辑渔业生产民俗
9. ↑  山东省志·民俗志，第一卷 第一类 第三辑林业生产民俗
10. ↑  山东省志·民俗志，第一卷 第一类 第四辑工匠生产民俗
11. ↑  山东省志·民俗志，第一卷 第二类贸易民俗
12. ↑  山东省志·民俗志，第一卷 第二类 第一辑 一、庙会
13. ↑  刘芳. . 中国日报网. 中国日报山东记者站. 2009-07-02  [2017-02-24]. （原始内容存档于2017-02-24）.
14. ↑  山东省志·民俗志，第一卷 第三类 第一辑 二、桥梁
15. ↑  山东省志·民俗志，第一卷 第三类 第一辑 四、车站与旅店
16. ↑  山东省志·民俗志，第一卷 第三类 第二辑 一、船只
17. ↑  山东省志·民俗志，第一卷 第三类 第二辑 二、码头、渡口与船闸
18. ↑  山东省志·民俗志，第二卷 家族社区民俗
19. ↑  山东省志·民俗志，第二卷 第一类 第一辑 家族与家庭
20. ↑  山东省志·民俗志，第三卷衣食住行民俗
21. ↑  山东省志·民俗志，第三卷 第一类 第二辑 上衣
22. ↑  山东省志·民俗志，第三卷 第一类 第三辑 下衣
23. ↑  山东省志·民俗志，第三卷 第一类 第七辑 婚丧服装
24. 1 2  山东省志·民俗志，第三卷 第二类 第五辑鲁菜
25. ↑  王希君. . 大连晚报. 大连出版社. 2013-11-29  [2017-02-23]. （原始内容存档于2016-03-05）.
26. ↑  . 新浪旅游. 中国日报. 2009-10-20  [2017-02-24]. （原始内容存档于2017-02-24）.
27. ↑  山东省志·民俗志，第四卷人生礼仪民俗
28. ↑  山东省志·民俗志，第四卷 第一类 第一辑 一、得喜与祈子
29. ↑  山东省志·民俗志，第四卷 第一类 第三辑 一、过百岁
30. ↑  山东省志·民俗志，第五卷 第一类 第一辑 立春
31. ↑  山东省志·民俗志，第五卷 第一类 第一辑 春节
32. ↑  山东省志·民俗志，第五卷 第一类 第一辑 青龙节
33. 1 2  山东省志·民俗志，第五卷 第一类 第一辑 过半年、晒衣节
34. ↑  . 齐鲁文化网. 2011-05-30  [2017-02-24]. （原始内容存档于2017-02-24）.
35. ↑  山东省志·民俗志，第五卷 第一类 第一辑 天医节
36. 1 2  山东省志·民俗志，第五卷 第一类 第一辑 腊八节、过小年
37. ↑  山东省志·民俗志，第五卷 第二类 第一辑新兴节日
38. ↑  山东省志·民俗志，第五卷 第二类 第二辑新兴节会
39. ↑  山东省人民政府新闻办公室 (编). . 五洲传播出版社. 2003  [2017-02-24]. （原始内容存档于2017-02-15）.
40. ↑  山东省地方史志编纂委员会 (编). . 山东人民出版社. 2001.
41. ↑  . 凤凰网.   [2016-12-02]. （原始内容存档于2017-03-05）.
42. ↑  . 甘肃人民出版社. 2008.
43. ↑  . 山东省情网.   [2016-12-02]. （原始内容存档于2016-11-07）.
44. ↑  . 济南市园林绿化政务网. 2016-07-15  [2016-12-02]. （原始内容存档于2016-12-03）.
45. ↑  . 山东省情网. 2007-07-13  [2016-12-03]. （原始内容存档于2016-12-03）.
46. ↑  . 山东省情网. 2008-11-20  [2016-12-02]. （原始内容存档于2016-09-11）.
47. ↑  . 山东省情网. 2008-11-20  [2016-12-02]. （原始内容存档于2016-09-11）.
48. ↑  . 山东省情网. 2008-11-20  [2016-12-02]. （原始内容存档于2016-09-11）.
49. ↑  . 市北区划地名网. 青岛市北区民政局.   [2016-12-02]. （原始内容存档于2016-12-03）.
50. ↑  吕放. . 新华网山东频道. 2014-02-15  [2016-12-02]. （原始内容存档于2016-12-03）.
51. ↑  . 中国网. 青岛啤酒办公室. 2005-08-10  [2016-12-02]. （原始内容存档于2017-03-18）.
52. ↑  . 官方网站.   [2016-12-02]. （原始内容存档于2016-11-15）.
53. ↑  . 山东省情网. 2007-07-13  [2016-12-03]. （原始内容存档于2016-12-03）.
54. ↑  山东省地方史志编纂委员会编 (编). . 山东人民出版社. 1995.
55. ↑  . 山东省情网. 2008-11-20  [2016-12-02]. （原始内容存档于2016-12-03）.
56. ↑  . 山东省情网. 2008-11-20  [2016-12-02]. （原始内容存档于2016-12-03）.
57. ↑  . 山东省情网. 2008-11-20  [2016-12-02]. （原始内容存档于2016-12-03）.
58. ↑  . 山东省情网. 2008-11-20  [2016-12-02].[永久]
59. ↑  . 山东省情网. 2008-11-20  [2016-12-02]. （原始内容存档于2016-12-03）.
60. ↑  . 山东枣庄峄城区地方史志办公室.   [2016-12-02]. （原始内容存档于2016-12-03）.
61. ↑  . 山东省情网. 2008-11-20  [2016-12-02]. （原始内容存档于2016-12-03）.
62. ↑  . 山东省情网. 2008-11-20  [2016-12-02]. （原始内容存档于2016-12-03）.
63. ↑  . 山东省情网. 2008-11-20  [2016-12-02]. （原始内容存档于2016-12-03）.
64. ↑  . 烟台毓璜顶公园.   [2016-12-02]. （原始内容存档于2016-12-20）.
65. ↑  王爽. . 水母网. 2016-02-17  [2016-12-02]. （原始内容存档于2016-12-03）.
66. ↑  . 烟台牟平山海文化研究会. 2013-04-21  [2016-12-02]. （原始内容存档于2016-12-03）.
67. ↑  . 山东省情网. 2008-11-20  [2016-12-02]. （原始内容存档于2016-09-11）.
68. ↑  . 山东省情网. 2008-11-20  [2016-12-02]. （原始内容存档于2016-09-11）.
69. ↑  . 山东省情网. 2008-11-20  [2016-12-02]. （原始内容存档于2016-09-11）.
70. ↑  刘凤鸣. . 人民出版社. 2007.
71. ↑  . 凤凰网. 2013年4月19日  [2016-12-02]. （原始内容存档于2016-12-03）.
72. ↑  . 好客山东网.   [2016-12-02]. （原始内容存档于2016-12-03）.
73. ↑  . 山东省情网. 2008-11-20  [2016-12-02]. （原始内容存档于2016-12-03）.
74. ↑  . 山东省情网. 2008-11-20  [2016-12-02]. （原始内容存档于2016-09-11）.
75. ↑  . 山东省情网. 2008-11-20  [2016-12-02]. （原始内容存档于2016-12-03）.
76. ↑  . 潍坊国际风筝会办公室.   [2016-12-02]. （原始内容存档于2016-11-21）.
77. ↑  . 山东省情网. 2008-11-20  [2016-12-02]. （原始内容存档于2016-09-11）.
78. ↑  . 山东省情网. 2008-11-20  [2016-12-02]. （原始内容存档于2016-09-11）.
79. ↑  李蕾. . 齐鲁网. 2016-09-17  [2016-12-02]. （原始内容存档于2016-12-03）.
80. ↑  . 山东省情网. 2008-11-20  [2016-12-02]. （原始内容存档于2016-09-11）.
81. ↑  . 山东省情网. 2008-11-20  [2016-12-02]. （原始内容存档于2016-09-11）.
82. ↑  . 节庆网.   [2016-12-02]. （原始内容存档于2017-03-27）.
83. ↑  . 泰安市旅行社协会. 2015-10-08  [2016-12-02]. （原始内容存档于2016-12-03）.
84. ↑  . 中国肥桃网. 肥城市肥城桃研究所.   [2016-12-02]. （原始内容存档于2016-12-03）.
85. ↑  . 山东省情网. 2007-07-13  [2016-12-03]. （原始内容存档于2016-12-03）.
86. ↑  . 山东省情网. 2008-11-20  [2016-12-02]. （原始内容存档于2016-09-11）.
87. ↑  . 山东省情网. 2008-11-20  [2016-12-02]. （原始内容存档于2016-09-11）.
88. ↑  . 山东省情网. 2008-11-20  [2016-12-02]. （原始内容存档于2016-09-11）.
89. ↑  . 蒙山旅游. 2016-10-02  [2016-12-02]. （原始内容存档于2016-12-03）.
90. ↑  . 山东省情网. 2008-11-20  [2016-12-02]. （原始内容存档于2016-09-11）.
91. ↑  . 德州旅游资讯网.   [2016-12-03]. （原始内容存档于2016-12-20）.
92. ↑  . 山东省情网. 2008-11-20  [2016-12-02]. （原始内容存档于2016-09-11）.
93. ↑  . 山东省情网. 2008-11-20  [2016-12-02]. （原始内容存档于2016-09-12）.
94. ↑  . 山东省情网. 2008-11-20  [2016-12-02]. （原始内容存档于2016-09-11）.
95. ↑  . 山东省情网. 2008-11-20  [2016-12-02]. （原始内容存档于2017-03-27）.
96. ↑  . 山东省情网. 2008-11-20  [2016-12-02]. （原始内容存档于2017-03-27）.
97. ↑  . 山东省情网. 2007-07-13  [2016-12-02]. （原始内容存档于2016-12-03）.
98. 1 2  山东省志·民俗志，第六卷 第一类 民间工艺美术
99. ↑  山东省志·民俗志，第六卷 第一类 第一辑 年画
100. ↑  山东省志·民俗志，第六卷 第二类 第一辑 乐器
101. ↑  山东省志·文化志，第二卷 第二类曲艺 曲牌演唱类
102. ↑  山东省志·文化志，第二卷 第一类戏剧 地方戏曲
103. ↑  山东省志·文化志，第二卷 第二类曲艺 韵诵及散说类
104. ↑  山东省志·民俗志，第六卷 第三类 民间竞技游戏
105. ↑  山东省志·民俗志，第七卷 第一类 第一辑人生礼仪
106. ↑  山东省志·民俗志，第七卷 第一类 第二辑节日
107. ↑  郑伟 姜鹏. . 齐鲁网. 2013-08-06  [2017-02-24]. （原始内容存档于2017-02-24）.
108. ↑  山东省志·民俗志，第七卷 第二类满族风俗

### 书籍
- 山东省地方史志编纂委员会 (编). . 山东人民出版社. 1996  [2017-02-23]. ISBN 7209019200. （原始内容存档于2017-02-23）.
- 山东省地方史志编纂委员会 (编). . 山东人民出版社. 1995. ISBN 7-209-01846-8.[永久]
- 甘肃省古籍文献整理编译中心编 (编). . 甘肃人民出版社. 2008  [2017-02-23]. ISBN 7226036312. （原始内容存档于2017-02-23）.